# Porumbel cu cap alb
Porumbelul cu cap alb (Columba leucomela) este o specie de pasăre din genul Columba din familia Columbidae, originară de pe coasta de est a Australiei.

## Taxonomie și sistematică
Familia porumbeilor este un grup de păsări cu corp robust, cu gât scurt și cioc scurt și subțire, cu o distribuție mondială. Porumbelul cu cap alb face parte din genul Columba, același cu porumbelul de stâncă (C. livia) din care derivă porumbelul domestic. Nu are subspecii.
Porumbelul cu cap alb a fost clasificat inițial drept C. norfolciensis, dar descoperirea în 1953 a unei picturi din secolul al XVIII-lea a indicat că descrierea se referea probabil la o altă pasăre de pe Insula Norfolk, probabil porumbelul de smarald din Pacific (Chalcophaps longirostris). Este înrudit cel mai strâns cu porumbelul cu gât alb (Columba vitiensis).

## Galerie

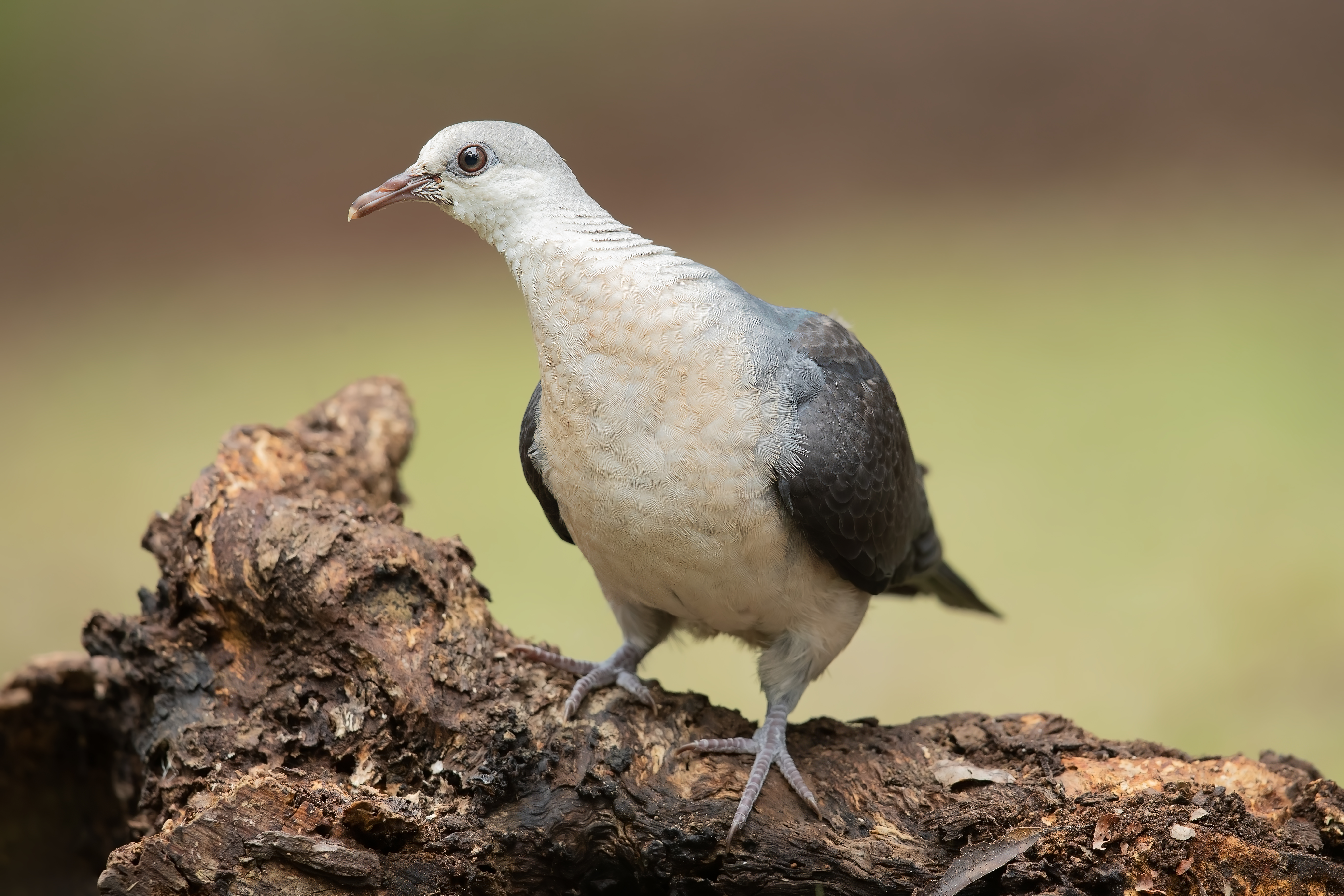
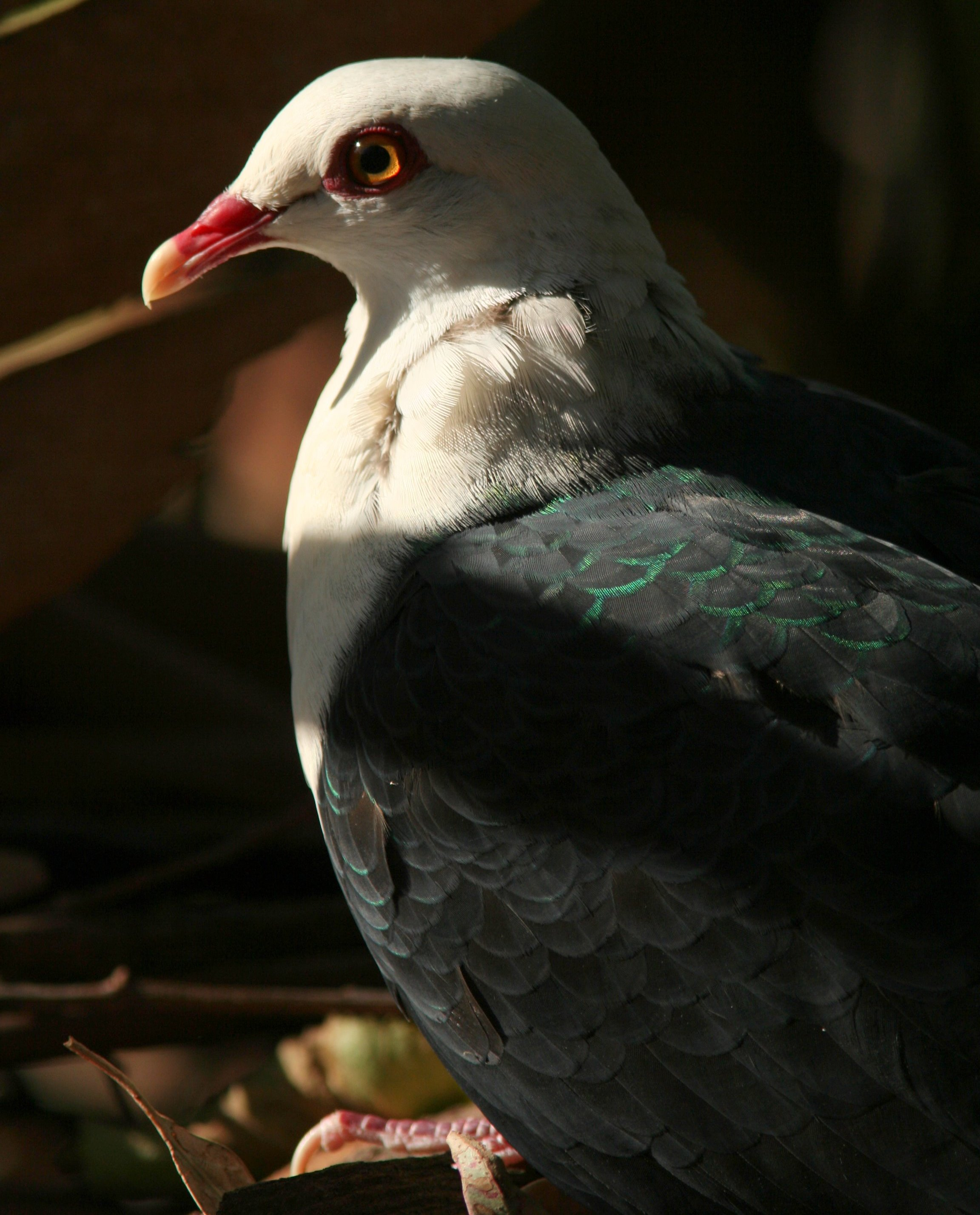
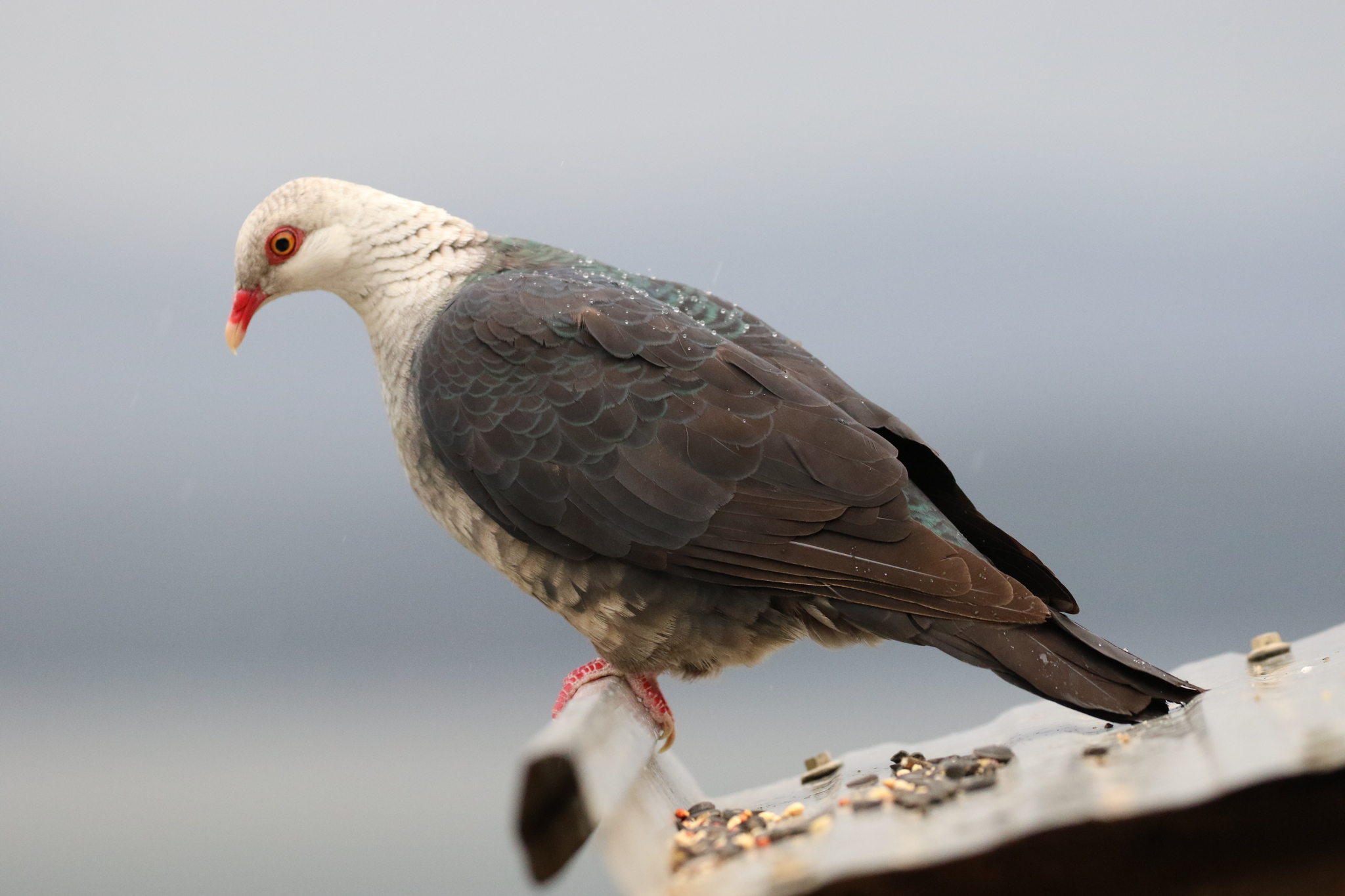
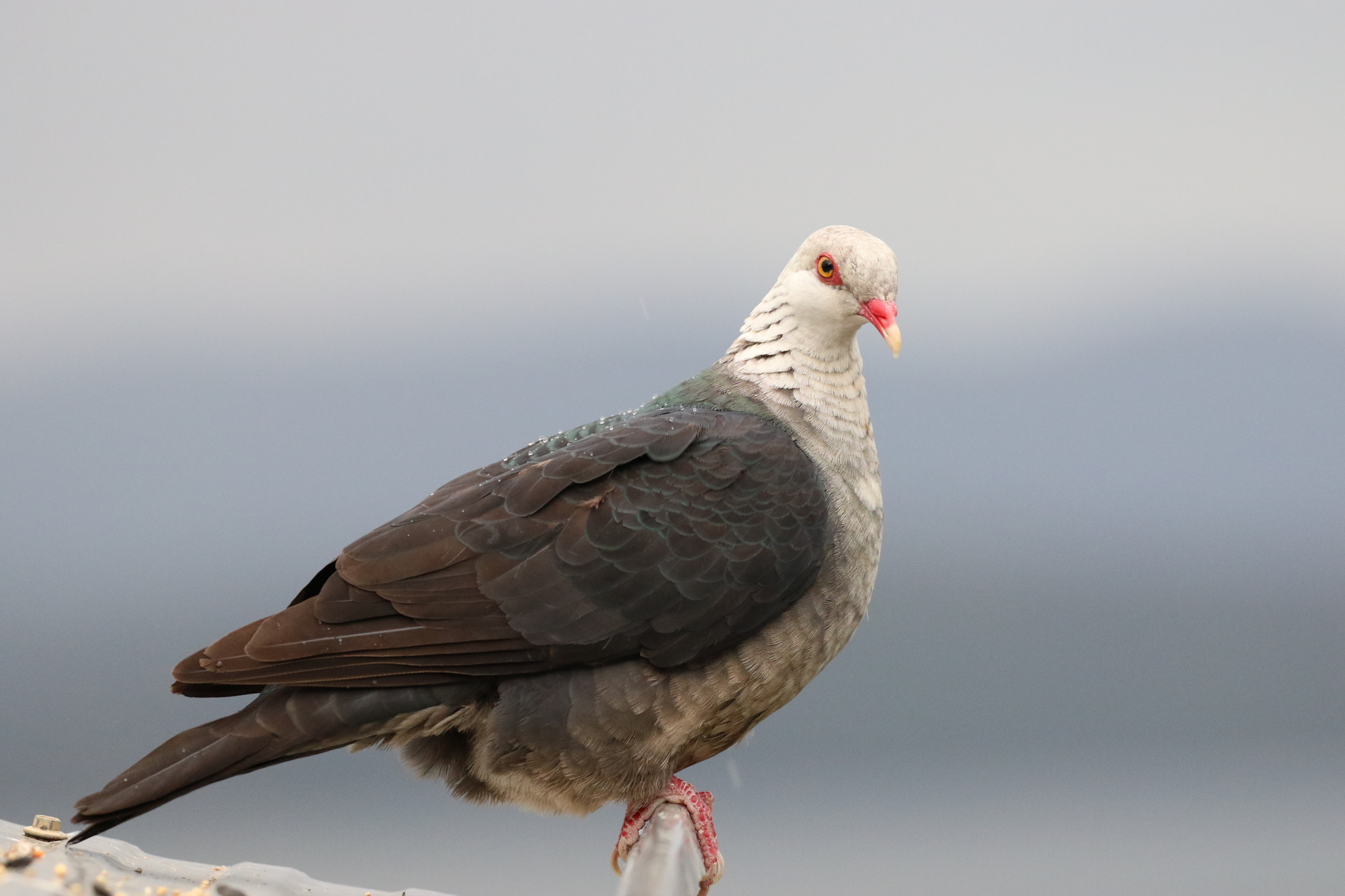